# Hemiergis millewae
Hemiergis millewae är en ödleart som beskrevs av  Coventry 1976. Hemiergis millewae ingår i släktet Hemiergis och familjen skinkar. Inga underarter finns listade i Catalogue of Life.